# Kemnather Land
Das Kemnather Land ist eine fruchtbare Landschaft im südwestlichen Teil des Landkreises Tirschenreuth bei der Stadt Kemnath. Rund ein Dutzend ehemaliger Vulkane erheben sich hier in einer fast ebenen Landschaft. Bei diesen Basaltkegeln handelt es sich um die Förderschlote erloschener Vulkane. Nach dem eigentlichen Ausbruch füllte sich dieser Kamin mit Lava, die dort verblieb und allmählich erkaltete, wobei sich die typischen Säulenformen bilden konnten. Das übrige Auswurfmaterial und die später verwitterte Keuperschicht wurde durch Erosion abgetragen, während der relativ harte Basalt dieser länger widerstand. Die Entstehungszeit dieser Vulkanberge war das Oligozän und das Miozän. In dieser geologisch unruhigen Zeit entwickelten sich auch die Alpen und die meisten andern Hochgebirge Europas und Asiens.

## Die wichtigsten Erhebungen
- Armesberg 731 m
- Kleiner od. schlechter Kulm 566 m
- Parkstein 595 m
- Rauher Kulm 683 m
- Waldecker Schlossberg 641 m

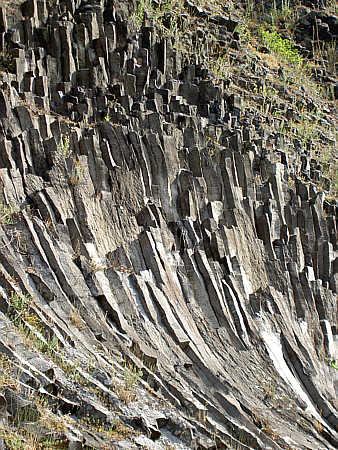
Basaltsäulen am Parkstein

Neben diesen Bergen gibt es eine ganze Reihe kleinerer Vulkanberge mit Höhen zwischen 500 und 600 Metern, von denen einige auch durch Basaltsteinbrüche ausgebeutet werden.
Die sehenswerteste Erhebung ist der Parkstein. An der Südseite des Kegels befindet sich ein schöner Basaltaufschluss. Diese Basaltformation besteht aus fünf- und sechseckigen bis zu einem Meter hohen Säulen, von denen einzelne Schäfte bis 30 Meter tief in die Erde gehen.